# Francisco Tito Yupanqui
Francisco Tito Yupanqui fue un descendiente Inca, nieto del emperador Huayna Capac e hijo del último Inca nombrado por los españoles Paullu Inca, nacido en el Virreinato del Perú, (Copacabana 1549 - Cuzco, 1616)  católico, evangelizado por los dominicos, que esculpió entre 1582 y 1583 la imagen de la Virgen de Copacabana, inspirado en la tradicional Virgen de Candelaria de Tenerife, España, hoy la devoción mariana más importante de Bolivia. Sus seguidores buscan que sea el primer santo boliviano.

## Inicios
Nacido en lo que se llamaba Copacabana del aimara Khota Kawana (Mirador del Lago), fue hijo de Paullu Inca y de María Yupanqui, ambos nobles y provenía de una familia ya conversa al catolicismo que sin embargo conservaba muchas de las creencias aymaras. La región era considerada el lugar central de la vida religiosa andina, en el eje que iba desde el lago hasta el Cusco, por ello las congregaciones de misioneros se empeñaron en evangelizar a sus habitantes como prioridad. Primero fue la Orden de Santo Domingo de 1539 a 1574, luego continuaron los del clero secular, en 1589 la de San Agustín, más tarde la de San Francisco (1894) y los jesuitas en 1576 erigieron su centro de doctrinas en el poblado ribereño de Juli.
Bajo la influencia de los padres dominicos, el joven Yupanqui creció espiritualmente admirando las obras de arte religioso europeo. En ese entonces, la región estaba dividida entre los Urinsayas, que apoyaban que el patrono de la población fuera San Sebastián y los Aransayas, que querían que fuera entronizada la Virgen de la Candelaria, de los cuales Francisco Tito Yupanqui formaba parte.
Cuenta la leyenda que una noche, una bella mujer que cargaba entre sus brazos a un niño de meses apareció en el cuarto del indígena y que así el supo que era el destinado a hacer la imagen.
El rostro de la Virgen aparecida se clavó en la mente del hombre, quien a partir de entonces comenzó con sus ensayos hasta crear una figura en arcilla de una vara de alto, bastante tosca. Antonio de Almeida, párroco de la capilla local, la hizo colocar en el altar junto a las magníficas figuras llegadas desde Europa. Al poco tiempo el padre Antonio Montoro se hizo cargo de la congregación y ordenó que se retirara la tosca figura y que se la guardara en un rincón de la sacristía. Yupanqui, avergonzado se la llevó, pero prometió seguir intentando hasta lograr una figura que fuera digna no sólo de acompañar a las otras, sino de ser la principal en el altar mayor. Decidió partir a Potosí para aprender las técnicas necesarias, ya que la población prefería que fuera un originario del lugar quien hiciera la imagen en lugar de traerla desde fuera. Con ella regresó a la ciudad de La Paz y se ofreció como ayudante del maestro Vargas, quien estaba dorando el retablo de la iglesia de San Francisco. Tito Yupanqui le contó su historia y el dorador prometió ayudarle. Resolvieron entre ambos traer la imagen a escondidas al taller. Y mientras trabajaban de día en el retablo.
El Corregidor de Omasuyo, al que pertenecía Copacabana, encantado con la imagen ordenó su inmediato traslado al pueblo, para alegría de Tito Yupanqui. En ello colaboró también el alcalde de los Naturales, don Diego Churatopa, que asignó a diez indios y un huanto (andas), con los que partieron una venturosa mañana hacia el corazón del Lago. El 2 de febrero de 1583, en la festividad de la Purificación de María o Candelaria, fue ceremoniosamente entronizada en Copacabana la imagen de la Virgen, y a partir de ese momento comenzaría a derramar sobre los pobladores y peregrinos sus caudalosas gracias, que no han cesado hasta la fecha.

## El tallado de la imagen
El escultor hizo el camino a pie y halló cobijo en el estudio del artista Diego Ortiz, quien le enseñó algunas técnicas para mejorar su obra. En su autobiografía, en un castellano aymarizado, dice que fue a Potosí para aprender y luego "lo impizaria un hechora del Vergen".
Francisco Tito Yupanqui tenía 40 años cuando empezó esa labor que le llevaría varios intentos y muchas frustraciones:

“La unión de lo indígena y lo europeo fue lograda con angustia y sacrificio. No surgió como un brote espontáneo del espíritu. El indio llegó a la creación extraordinaria como si la arrancase de la entraña de su vida, con dolor y sufrimiento
“Tito Yupanqui, escultor indio”, de Guillermo Francovich.

“Sus primeros ensayos fueron para los cuerdos materia de irrisión y para los indevotos materia de burla. El indio sufría los baldones y lloraba por no saber pintar”.
Historiador P. Antonio de la Calancha 

Yupanqui se hizo artista gracias a su fe. Encargó varias misas rogando a la Virgen que le proporcionara el talento necesario para crear su imagen. En Potosí visitó el templo de Santo Domingo, de los padres dominicos y allí encontró como modelo la imagen de la Virgen del Rosario, que se acercaba al suyo: la Virgen de la Candelaria.

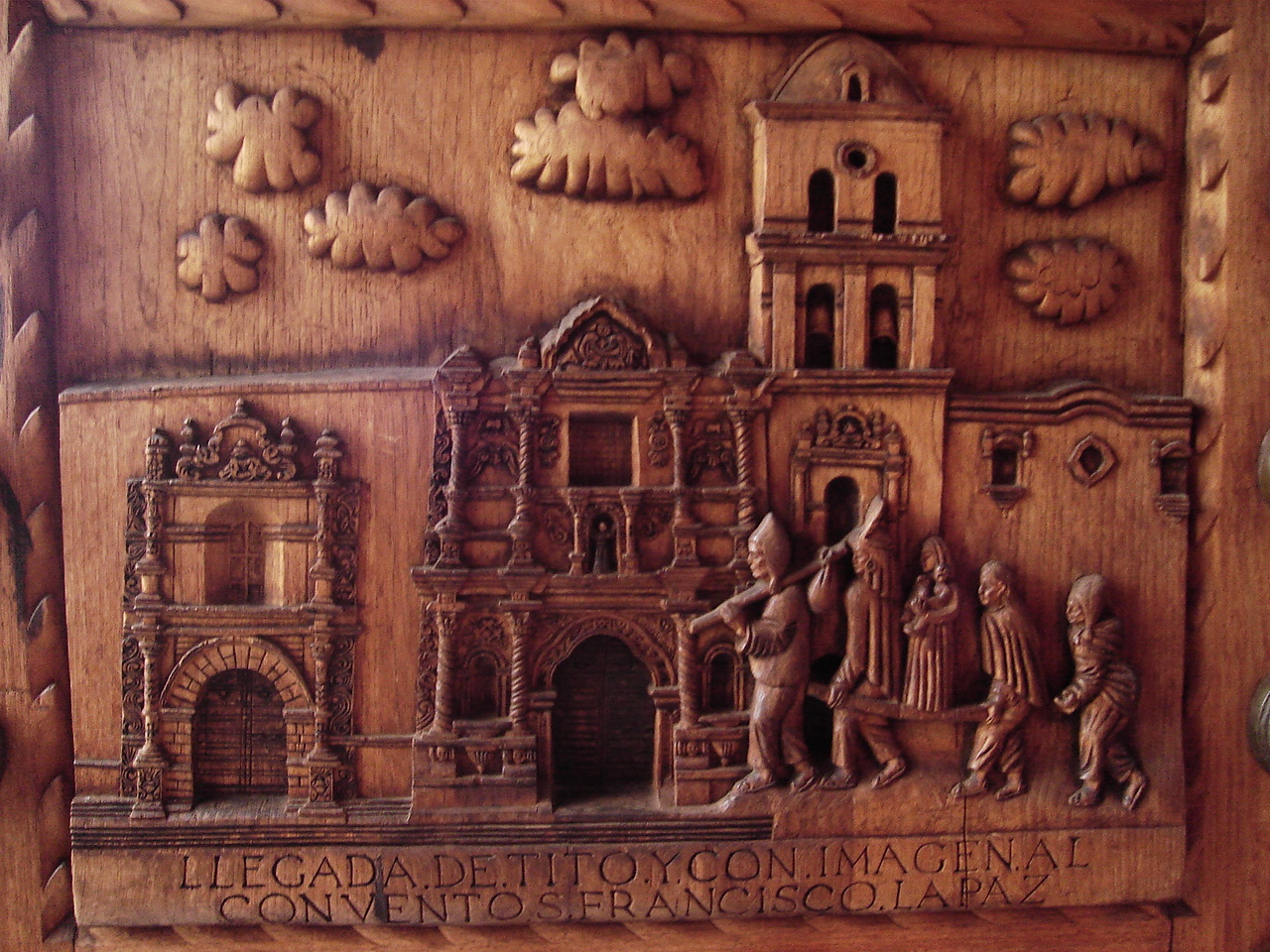
Titu Yupanki llega con la imagen de la Virgen a la Iglesia de San Francisco (La Paz)

Ya con una imagen más cierta, Yupanqui comenzó el trabajo. El tallado en maguey era mucho más complicado que el de la madera que hacían los españoles, además tenía revestimiento de tela y estuco. Fueron muchos días de intentos y el hombre apenas dormía empecinado en acabar su trabajo. Cuando creyó haber terminado, le mostró la obra a su maestro. Ortiz la encontró hermosa, y le aconsejó llegar hasta el Arzobispado de La Plata (Sucre)para pedir autorización del obispo y entronizar la imagen.
Yupanqui llegó caminando hasta Charcas, con su “bulto”. Cuando le presentó su obra cuenta Yupanqui en su Autobiografía que el obispo junto a su séquito calificaron a su Virgen como "una mona con su mico" y le prohibieron "hagais hechoras del Vergen ni boltos... que los naturales no puede hacer el imágenes del Vergen". Dicen los historiadores que estas frases prácticamente desmayaron a Yupanqui, pero luego de unos momentos, agradeció a las autoridades de la Iglesia, recogió su obra y se dirigió directamente al taller para seguir trabajando.
Varios intentos después, la imagen fue aprobada por el obispo y con ella en hombros Yupanqui llegó hasta La Paz, porque todavía quería seguir mejorándola. En la ciudad se empleó como ayudante de un pintor español de apellido Vargas, que estaba realizando revestimientos con pan de oro en el altar de la Iglesia de San Francisco. Yupanqui trabajó con él por unos meses con la condición de que Vargas policromara también su imagen, lo que el artista hizo con mucha dedicación, siendo quizá uno de los primeros devotos de esa Virgen morena.
Con la Virgen ya terminada, el escultor indio retornó a su pueblo natal. Avisados de su llegada, los pobladores de Copacabana lo esperaron con flores y alegría, admirados por la belleza de la imagen, y en una solemne misa la entronizaron en el altar mayor de la iglesia en 1583. Sus milagros alcanzaron tal magnitud que incluso el poeta español Pedro Calderón de la Barca, le dedicó el auto sacramental “La Aurora en Copacabana”, que alcanzó mucha difusión.
Años más tarde en 1616, luego de una intensa labor evangelizadora y de crear otras figuras similares, Francisco Tito Yupanqui falleció en el retiro de los Oblatos de la Orden de San Agustín en Cusco.
La Virgen creada por él fue solemnemente coronada como Reina de Bolivia el 1 de agosto de 1925, año del centenario de la República, con la participación del presidente de la República Bautista Saavedra, oficiando el acto religioso monseñor Augusto Sieffert, Obispo de La Paz, y monseñor Gaetano Cicognani, Nuncio Apostólico en Bolivia del papa Pío XI.

## Otras imágenes

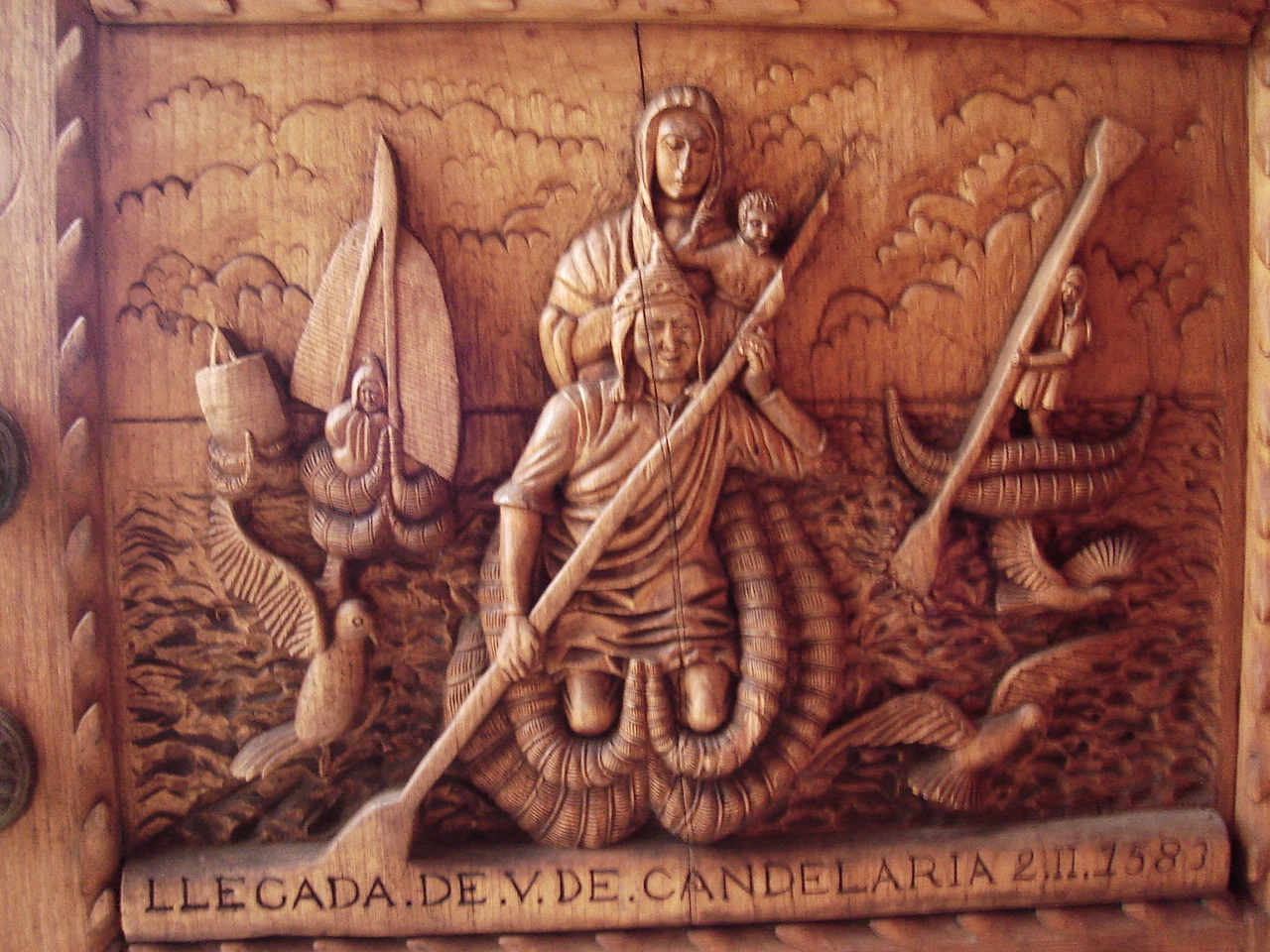
Titu Yupanki de regreso a Copacabana con la imagen de la Virgen

La fama de la singular Patrona del Lago, hizo que varias réplicas fueran creadas por Francisco Tito Yupanqui y enviadas a distintos lugares. Se sabe que el escultor entregó al indígena Sebastián Quimichi una imagen similar que actualmente reposa en Cocharcas en Perú. También hubo otra imagen para el pueblo de Pucarani, actualmente desaparecida, así como otra que fue enviada a Tucumán, en el norte de Argentina.
Sin embargo, luego de la imagen que custodia el lago Titicaca, la más famosa es la Virgen de Copacabana de Brasil que fue trasladada hasta territorio carioca por un negociante español muy devoto, quien había decidido regresar a su patria navegando por las costas de Argentina y pasando por Brasil. El barco naufragó cerca de costas brasileñas y él prometió a la Virgen que llevaba en un cajón de madera, construirle una capilla si lo salvaba, cosa que sucedió como se cuenta habitualmente en las leyendas de vírgenes.
La playa donde se construyó la iglesia (actualmente desaparecida) era conocida como "praia do forte" (playa del fuerte) pero con el paso del tiempo y la extensión de la fe hacia la Virgen, los brasileños rebautizaron la conocida "Praia do Forte" como playa de la Virgen de Copacabana.

## Dibujo delCerro RicodePotosí
Realiza un dibujo del Cerro Rico de Potosí donde aparece una imagen de la Virgen con los brazos abiertos, debajo del dibujo lleva una leyenda: "3.ª. Vision de Yupanqui = Respecto de su Imagen y de la Villa de POTOSI". Según Fray J. Viscarra, representa la aparición de la Virgen de Copacabana sobre el Cerro de Potosí.

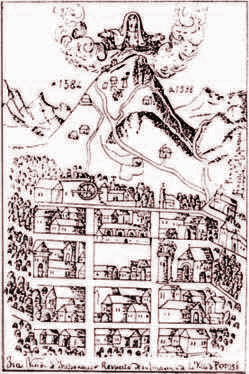
Cerro Rico de Potosí según Francisco Tito Yupanqui. 1584-1588

## Proceso de beatificación
Francisco Tito Yupanqui podría convertirse en el primer santo boliviano si los trámites seguidos por la Conferencia Episcopal de Bolivia llegan a buen término. Este hombre aunque poco conocido, llevó para según sus seguidores católicos una vida de santidad dedicada al prójimo y es el artista que con un talento nacido de la fe y soportando burlas y humillaciones, logró crear la imagen de la milagrosa Virgen de Copacabana, coronada Reina de Bolivia.
La Virgen de Copacabana, es visitada todos los años en su santuario a orillas del lago Titicaca por miles de creyentes, pero aunque es una de las imágenes más veneradas y su fama ha trascendido las fronteras, pocos conocen la historia de Tito Yupanqui.

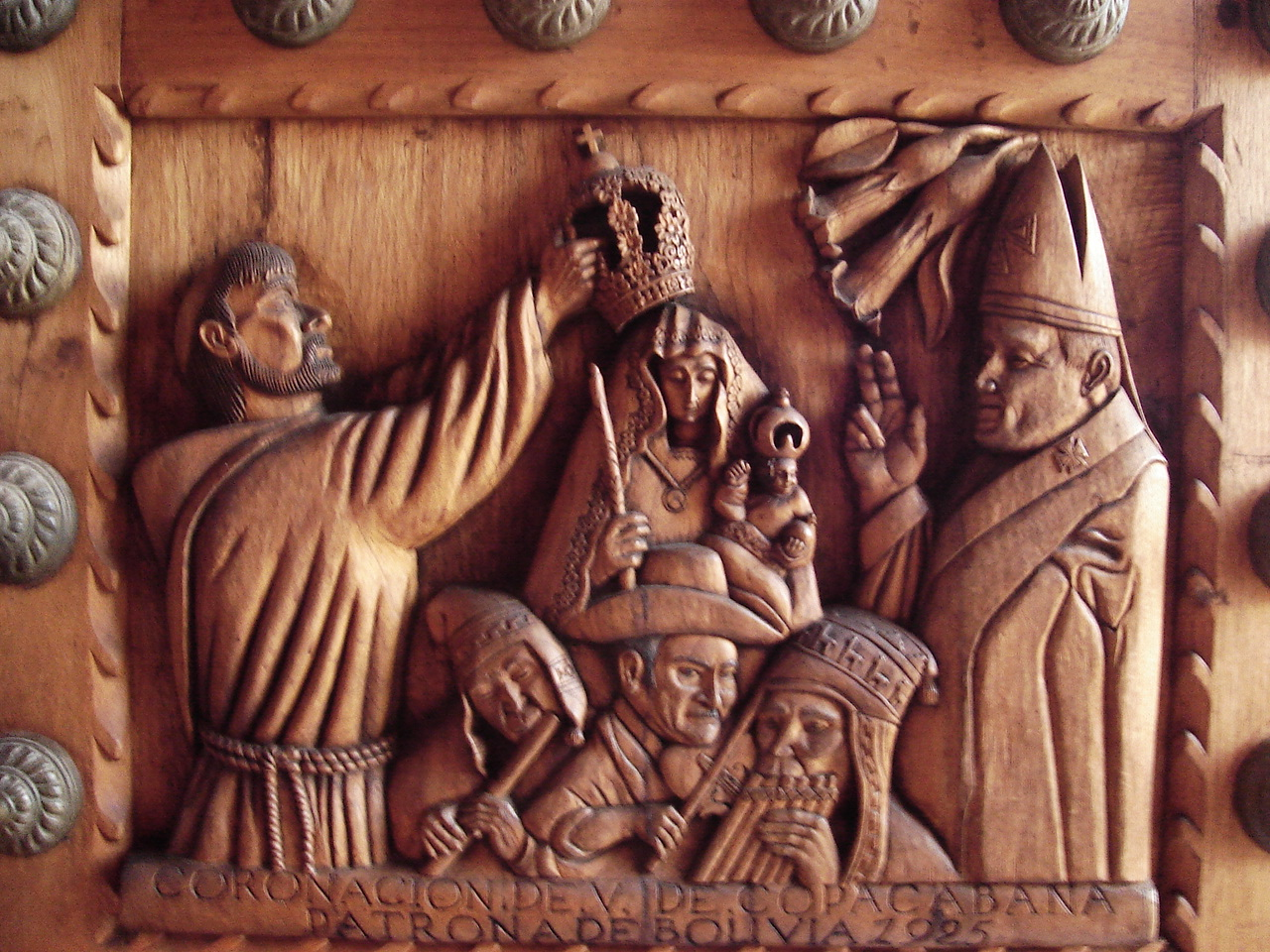
Coronación de la Virgen de Copacabana en 1925.

Los trámites para la beatificación y canonización de Francisco Tito Yupanqui han sido iniciados hace varios años. Monseñor Jesús Juárez fue autorizado en 2007 a continuar con el trámite en la Congregación para las Causas de los Santos, y ha constituido una Comisión Histórica, compuesta entre otras personalidades por Marcelo Arduz Ruiz, Hans van den Berg, Jaime Calderón Manrique, Geraldine Gutiérrez, Armando Loayza, Miguel Manzanera, Jorge Siles Salinas y René Vargas, para precisar la biografía y la fama de santidad de Tito Yupanqui. Al respecto, el padre Miguel Manzanera afirma: 

"Francisco Tito debe ser considerado como el precursor de la inculturación a través del arte, elemento clave en la catequesis indígena. La santidad de Yupanqui se muestra en su empeño en hacer una imagen digna de nuestra Señora, superando no sólo su falta de instrucción artística, sino también los desprecios de propios y extraños". “Estamos queriendo desempolvar su historia para comprobar que en los tiempos primeros de la conquista, pues ya había verdaderos santos, además que eran originarios.”
Revista Extra, 24 de diciembre de 2006

## Veneración de Francisco Tito Yupanqui en el movimiento Vertubiano
En la comunidad de los Vertubianos Francisco Tito Yupanqui es venerado en la comunidad católica vertubiana de Bolivia ya que se busca que sea elevado a los altares de la iglesia católica y sea reconocido como santo en la iglesia. En la comunidad católica ecuménica vertubiana en comunión con la santa sede de Roma se conmemora a Francisco Tito Yupanqui el 5 de agosto junto a la Virgen de Copacabana en la capilla santuario vertubiano de la virgen María Asunta a los cielos de Ñuñumayani La Paz Bolivia.   

Francisco Tito Yupanqui (Santuario vertubiano de la virgen María Asunta a los cielos de Ñuñumayani La Paz - Bolivia)

Icono de Francisco Tito Yupanqui

La veneración a Francisco Tito Yupanqui es más local o nacional que internacional ya que es más reconocido como el escultor de la Virgen de Copacabana de La Paz - Bolivia, imagen de la virgen que es muy venerada, entonces a Tito Yupanqui se le atribuye aquel don tan hermoso otorgado por la Virgen 
de haber modelado la imagen de la virgen María gracias a su fe y su labor evangelizadora en los pueblos andinos aymaras y quechuas mediante su expresión artística plasmada en la devoción a la virgen María, lo que implica que Francisco Tito yupanqui sea un modelo de vida cristiana y que debe ser reconocido y valorado por los fieles de la iglesia principalmente en Bolivia y otros.
Es por eso que la misión de la comunidad ( movimiento católico ecuménico vertubiano en comunión con la santa sede de la iglesia en Roma) está incentivando a conocer de más cerca los valores de Francisco Tito Yupanqui lo que hace que los vertubianos lo honren, de acuerdo a las fechas más populares la comunidad vertubiana lo conmemora el 5 de agosto junto a la conmemoración de la Virgen de Copacabana, también se lo conmemora el 30 de abril fecha de fundación del movimiento vertubiano y el 1 de noviembre según la fiesta de los santos de la tradición católica vertubiana,  lugar de la veneración a Francisco Tito Yupanqui santuario vertubiano de la Asunción de la Virgen María de Ñuñumayani La Paz Bolivia